# Hampsonellus
Hampsonellus is een geslacht van kreeftachtigen uit de klasse van de Cephalocarida (strijkboutkreeftjes).

## Soort
- Hampsonellus brasiliensis Hessler & Wakabara, 2000